# Bolsón (Costa Rica)
Bolsón es un distrito del cantón de Santa Cruz, en la provincia de Guanacaste, de Costa Rica.

## Geografía
Bolsón cuenta con un área de 32,28 km² y una altitud media de 10 m s. n. m.

## Demografía
Para el año 2022, Bolsón cuenta con una población estimada de 2378 habitantes, y para el último censo efectuado, en 2011, Bolsón contaba con una población de 1627 habitantes.

## Localidades
- Barrios: Ortega.
- Poblados: Ballena (parte), Lagartero, Pochotada.

## Transporte

### Carreteras
Al distrito lo atraviesan las siguientes rutas nacionales de carretera:
- Ruta nacional 920